# La Chef e la Boss
La Chef e la Boss è stato un reality show a puntate di genere documentario e cucina andato in onda nel 2014 su Real Time.

## Programma
Il programma mostra la storia del ristorante stellato Alice, ristorante di proprietà di Sandra Ciciriello e Viviana Varese. In ogni puntata vengono mostrate le varie situazioni che le due professioniste nel loro ristorante devono affrontare, da quelle professionali a quelle umane.

## Cast
- Viviana Varese - proprietaria e capocuoco[4]
- Sandra Ciciriello - proprietaria e caposala[4]
- Ruzzel Serrano - capo partita primi
- Ida - capo partita pasticceria
- Luigi - secondo chef
- Olimpia - capo partita secondi
- Beatrice - capo partita antipasti

### Location
La trasmissione si svolge nel ristorante Alice, situato all'interno di Eataly a Milano.

## Stagioni
| Stagione | Puntate | Prima TV Italia |
| -------- | ------- | --------------- |
| 1        | 8       | 2014            |

## Il successo di ascolti
La trasmissione riscuote sin dalle sue prime puntate grande successo di ascolti, diventando una delle trasmissioni più seguite di Real Time.